# Halkevad
Halkevad er en lille landsby på ca. 30 indbyggere, der ligger i Skørpinge Sogn, sydligt i Slagelse Kommune.
Igennem Halkevad løber en å ved navn Lindeså, hvor det er muligt at fange fisk som ørred og ål.
|  | Denne artikel om lokaliteten Halkevad kan blive bedre, hvis der indsættes et (bedre) billede. Du kan hjælpe ved at afsøge Wikimedia Commons for et passende billede eller lægge et op på Wikimedia Commons med en af de tilladte licenser og indsætte det i artiklen. |

55°19′48″N 11°22′24″Ø / 55.33°N 11.3734°Ø